# Slovenske legende
Slovenske legende so zbirka slovenskih ljudskih legend, ki jih je uredil Anton Medved. Izšle so leta 1910.

## O zbirki
V zbirki so zbrana vse povedke in legende v umetno-vezani besedi, kar ji je do takrat »prinesla« slovenska knjiga. Ljudskih legend v zbirki ni ker so pisane v raznih narečjih in jih je veliko v slabi obliki. Legende so vse ljudske, to pomeni, da si je nek posameznik vsebino izmisli vendar se je njegovo ime počasi pozabilo. Pripoved se je širila od ust do ust dokler je kdo ni napisal v vezani ali nevezani besedi. Ni izključeno, da imajo nekatere legende resnično podlago. Naslove legend je avtor priredil tako da se beseda legenda ni ponavljala (na primer: Legenda o roži je naslovil samo Roža). 

## Izdaje
- Slovenske legende, leta 1910

## Druge izaje
Pod istim imenom Slovenske legende  je izšla tudi knjiga Rada Radeščka (1983 in 1996) v dveh zvezkih. V njej so zbrane povedke iz različnih slovenskih pokrajin. 

## Terminologija
V folkloristiki je za ljudske pripovedi, ki lahko vsebujejo tudi nadnaravna bitja, uveljavljeno ime  "povedke", (starejše "pripovedke"). Izraz "legende" se uporablja za povedke v katerih nastopajo krščanski svetniki. Pravilno ime za knjigo "Slovenske legende" Rada Radeščka bi bilo "Slovenske povedke".